# Synagoga Hurwa w Jerozolimie
Synagoga Churba (hebr. ‏בית הכנסת החורבה‎, Bet ha-Keneset ha-Churba, dosł. „ruina”), znana także jako Churbat Rabbi Jehuda ha-Chasid (dosł. „ruina rabina Jehudy Chasida”) – synagoga w Jerozolimie, w Dzielnicy Żydowskiej Starego Miasta.
Synagoga została zbudowana na początku XVIII wieku z inicjatywy pochodzącego z Polski rabina Jehudy Chasida, który przybył do Jerozolimy wraz z grupą Aszkenazyjczyków jako jej przywódca. Budowa synagogi była kosztowna, w związku z czym jej budowniczowie zaciągali pożyczki u miejscowych Arabów. Nie mogąc ściągnąć długów, wierzyciele w 1721 roku zniszczyli synagogę i spalili jej wyposażenie. Budowla przez wiele lat znajdowała się w stanie ruiny i przez to zyskała nazwę churbat rabbi Jehuda ha-Chasid („ruina rabina Jehudy Chasida”). W latach 1856–1864 na miejscu ruin powstała nowa synagoga, którą zbudowali aszkenazyjscy, pochodzący z Litwy uczniowie rabina Eliasza ben Salomona Zalmana i chociaż została oficjalnie nazwana synagogą Bet Ja’akow (tłum. dom Jakuba), okoliczni mieszkańcy wciąż określali ją zwyczajową nazwą Churba („ruina”). Nowa budowla stała się głównym punktem żydowskiego życia duchowego w mieście, a także pełniła rolę głównego miejsca modlitw aszkenazyjskich rabinów, zarówno z Jerozolimy, jak i całej Ziemi Izraela. 27 maja 1948 roku synagoga została celowo zniszczona przez jordańskich żołnierzy Legionu Arabskiego podczas bitwy o Stare Miasto Jerozolimy, będącej częścią I wojny izraelsko-arabskiej.
Po zdobyciu przez Izrael wschodniej Jerozolimy w czasie wojny sześciodniowej w 1967 roku, pojawiły się projekty budowy nowej synagogi na miejscu zniszczonej budowli (m.in. Louisa Kahna, znanego amerykańskiego architekta), jednak żaden z nich nie został ostatecznie zrealizowany. W 1978 roku wybudowano nad ruinami synagogi łuk pamiątkowy, będący w istocie rekonstrukcją jednego z czterech kamiennych łuków, które niegdyś podpierały potężną kopułę synagogi. Łuk ten z czasem stał się znaną atrakcją turystyczną Dzielnicy Żydowskiej, uwiecznianą na fotografiach i pocztówkach. W 2000 roku rząd Izraela zaaprobował plany odbudowy synagogi. Prace budowlane nad rekonstrukcją synagogi Churba rozpoczęły się pod koniec 2005 roku, z kolei 15 marca 2010 roku odbudowana synagoga została oddana do użytku.

## Historia

### Początki
Podczas przeprowadzonych w czasie od lipca do sierpnia 2003 roku badań archeologicznych na terenie, na którym znajdowały się ruiny Synagogi Hurwa odkryto ślady osadnictwa z czasów istnienia Pierwszej (VIII-VI wiek p.n.e.) i Drugiej Świątyni (I wiek n.e.), a także z okresu bizantyńskiego i mameluckiego. Wśród znalezisk znalazły się m.in. trzy kamienne wanny do kąpieli rytualnych (mykwy). W czasach Judy ha-Nasiego na tym terenie znajdowała się synagoga. Od XIII wieku mieścił się na nim dziedziniec, będący siedzibą związku wspólnoty aszkenazyjskiej w Jerozolimie. W 1488 roku Obadiah ben Abraham Bartenura opisał dziedziniec jako duży obiekt z wieloma domami, użytkowanymi wyłącznie przez Żydów aszkenazyjskich, w sąsiedztwie „synagogi zbudowanej na filarach”, co odnosiło się do Synagogi Ramban. Synagoga ta była używana wspólnie przez Żydów aszkenazyjskich i sefardyjskich do 1586 roku, kiedy to została skonfiskowana przez władze osmańskie.

### XVIII wiek: synagoga Judy Chasyda
W październiku 1700 roku grupa około pięciuset Aszkenazyjczyków pod przywództwem pochodzącego z Polski rabina Judy Chasyda przybyła z Europy do Jerozolimy. Byli oni mistykami, którzy osiedlając się w Jerozolimie i prowadząc ascetyczne życie, mieli zamiar przyspieszyć nadejście ery mesjanistycznej. Kilka dni po przybyciu do miasta grupa zakupiła od miejscowych władz teren dawnego, aszkenazyjskiego dziedzińca pod budowę synagogi, lecz po nagłej śmierci Judy Chasyda członkowie grupy w wyniku straty lidera zatracili swe mesjanistyczne nadzieje, a ich społeczność zaczęła się rozpadać. Niedługo później ci, którym udało się objąć przywództwo nad grupą rozpoczęli starania o budowę synagogi zainicjowanej przez Judę Chasyda, jednak ten projekt okazał się być kosztowny. Przywódcy musieli przekupywać osmańskie władze, aby te umożliwiały kontynuację prac. Nieprzewidziane wydatki związane z budową, problemy finansowe i ciężar różnych podatków sprawiły, że fundusze szybko się wyczerpały, przez co zostali zmuszeni do zaciągania pożyczek u miejscowych Arabów, co doprowadziło do poważnego zadłużenia. Groźby konfiskaty majątku ze strony pożyczkodawców spowodowały, że jeden z przywódców wspólnoty zdecydował się na podróż do Europy w celu pozyskania środków na spłatę pożyczek. Z roku na rok zadłużenie coraz bardziej rosło, a wierzyciele nie mogąc odzyskać długu w 1721 roku zniszczyli synagogę, zaś jej wyposażenie, tj. zwoje Tory i ławki spalili. Niedługo później przywódcy wspólnoty zostali uwięzieni, zaś wszystkich jerozolimskich Aszkenazyjczyków wygnano z miasta, a ich mienie skonfiskowano. Z biegiem lat na dziedzińcu zbudowano arabskie sklepy, a synagoga pozostała w stanie ruiny. Z tego względu zaczęła być nazywana Ruiną rabina Judy Pobożnego.

### Lata 1812–1837: starania Perushimów o odbudowę synagogi
Pomiędzy 1808 a 1812 rokiem w Palestynie osiedliła się inna grupa aszkenazyjskich Żydów – pochodzących z Litwy Perushimów, będących uczniami rabina Eliasza ben Salomona Zalmana (Gaona z Wilna). Miejscem ich osiedlenia było położone na północy miasto Safed, lecz niektórzy z nich chcieli zamieszkać w Jerozolimie i odbudować społeczność aszkenazyjską w mieście. Obawiali się jednak, że potomkowie arabskich wierzycieli wciąż trzymają stare weksle dotyczące zadłużenia członków grupy Judy Chasyda i że ich grupa może zostać obarczona odpowiedzialnością za spłatę. Ponadto ich dążeniom do przejęcia kontroli nad ruiną synagogi sprzeciwili się potomkowie Chasydów, którzy dokonali aliji w 1777 roku. Twierdzili oni, że synagoga nigdy nie należała do nich ani do ich przodków, oraz że oni sami mają ściślejsze związki z pierwotnymi właścicielami, a także większe prawa do terenu, na którym była położona.
Niemniej jednak pod koniec 1815 roku przywódca Perushimów z Safedu, Menachem Mendel ze Szkłowa przybył do Jerozolimy wraz z grupą wyznawców. Kierowali oni dążeniami całej wspólnoty Perushimów do odbudowy synagogi Judy Chasyda, która symbolizowała wydalenie Żydów aszkenazyjskich z Jerozolimy. W ten sposób chcieli zademonstrować przywrócenie aszkenazyjskiej obecności w mieście. Ponadto odbudowa jednej z jerozolimskich ruin miałaby symboliczne znaczenie kabalistyczne, a także mogłaby stanowić pierwszy krok do odbudowy całego miasta, co było warunkiem wstępnym przybycia Mesjasza.
W 1817 roku kilku przywódców Perushimów, w tym urodzony na Litwie złotnik Abraham Shlomo Zalman Zoref i Salomon Pach pojechali do Konstantynopola, w celu uzyskania specjalnego dekretu (firmanu) o niemożności egzekwowania długów od Aszkenazyjczyków przez zamieszkujących Jerozolimę Arabów. Dwa lata później ich starania odniosły sukces, a długi sprzed wieku zostały unieważnione. Wkrótce grupa weszła w posiadanie prawnego dokumentu dotyczącego własności terenu nabytego przez Judę Chasyda w 1700 roku, na którym w tamtym czasie znajdowały się zniszczone domy i sklepy zbudowane przez spadkobierców wierzycieli. Następnie podjęli w 1820 i w 1821 roku próby uzyskania od władz w Konstantynopolu innego firmanu, który umożliwiłby budowę na posiadanej działce dużej synagogi, lecz próby te zakończyły się niepowodzeniem.
Nie mogąc doczekać się zgody władz imperialnych na obudowę synagogi na dziedzińcu, Perushimowie chcieli się oprzeć na firmanie wydanym dla Żydów w 1623 roku, który pozwalał Żydom prowadzić budowy na ich własnych działkach. Po otrzymaniu dokumentu pomocniczego, wydanego w marcu 1824 roku przez Kadi z Jerozolimy mogli rozpocząć odbudowę domów na dziedzińcu, jednak w praktyce okazało się to być niemożliwe, z racji niemożności sprawowania faktycznej kontroli nad terenem z powodu protestów dzikich lokatorów i utrudnień ze strony lokalnych władz, które kwestionowały dokumenty potwierdzające zwierzchnictwo nad dziedzińcem.
Latem 1825 roku rabin Solomon Zalman Shapira wyruszył w długą podróż do Europy w celu uzyskania firmanów, które zapewniłyby Perushimom faktyczną władzę nad dziedzińcem oraz odwoływały wydalenie z Jerozolimy Aszkenazyjczyków, które Turcy planowali po wojnie z Rosją, a także zdobycia funduszy na pokrycie kosztów poniesionych przy próbach wykupienia dziedzińca. Jedynym celem, który udało się zrealizować zmarłemu w 1829 roku Shapirze, było odwołanie wydalenia, które uzyskał będąc w 1828 roku w Konstantynopolu, za sprawą wstawiennictwa pruskiego ambasadora i łapówki w wysokości 100 dukatów. 

#### Zgoda Egiptu na odbudowę
Po zaanektowaniu Jerozolimy przez Egipt w 1831 roku przed Perushimami otworzyły się nowe możliwości. Zaczęli oni wysyłać do paszy Muhammada Alego prośby o wydanie pozwolenia na odbudowę synagogi, jednakże obawy władcy o odchodzenie od dawnej tradycji muzułmańskiej oraz ograniczające renowacje lub budowy niemuzułmańskich obiektów kultu zapisy paktu Omara spowodowały, że pozwolenie nie zostało wydane. Jednak pięć miesięcy po trzęsieniu ziemi z maja 1834 roku przepisy zostały złagodzone co umożliwiło Sefardyjczykom prowadzenie prac remontowych w istniejących synagogach. Fakt ten spowodował wzmożenie wysiłków Aszkenazyjczyków w celu uzyskania pozwolenia na odbudowę Synagogi Hurwa.
Po podróży do Egiptu, 23 czerwca 1836 roku Abraham Shlomo Zalman Zoref mając poparcie austriackiego i rosyjskiego konsula w Aleksandrii oraz powołując się na wiedeńskiego barona Salomona Rothschilda uzyskał długo oczekiwany przez społeczność Perushimów firman umożliwiający odbudowę Synagogi Hurwa. Za decyzją Muhammada Alego o wydaniu zgody na inwestycję stała chęć stworzenia więzi finansowych i politycznych z Rotschildem, co z kolei przełożyłoby się na poparcie polityczne ze strony Austrii i Francji. W rzeczywistości udział Rotshilda w sprawie był fortelem. Jak tylko Zoref otrzymał firman, natychmiast skontaktował się z amsterdamskim urzędnikiem Zevim Hirschem Lehrenem i poprosił go o to, aby przeznaczone przez jego brata fundusze na budowę synagog w Palestynie, przekazać na odbudowę Synagogi Hurwa. Jednak Lehren miał wątpliwości, co do tego, czego w istocie dotyczyła treść dekretu Muhammada Alego, jako iż nie widniał w nim zapis o pozwoleniu na budowę dużej synagogi (w liście napisanym w 1849 roku przez przywódców jerozolimskiego kolelu Perushimów do brytyjskiego bankiera Mosesa Montefiore zostało potwierdzone, że firman z 1836 roku nie zezwala na budowę synagogi na dziedzińcu aszkenazyjskim, lecz tylko umożliwia budowę domów mieszkalnych na tym obszarze).

#### Inne inwestycje na terenie ruin
Pomimo wątpliwości związanych z niejednoznaczną treścią firmanu Perushimowie rozpoczęli we wrześniu 1836 roku porządkowanie terenu zrujnowanej synagogi Judy Chasyda. Kiedy odkryli fundamenty budowli, znaleźli w nich kilka dokumentów z 1579 roku, podpisanych przez Izraela Najarę. Po wielu debatach członkowie wspólnoty postanowili nie odbudowywać ruiny, postawili jednak na skraju dziedzińca małą budowlę. Niedługo po rozpoczęciu prac na terenie synagogi Perushimów zaczęli nachodzić spadkobiercy arabskich pożyczkodawców z czasów Judy Chasyda, którzy domagali się spłaty długu ich przodków. Abraham Shlomo Zalman Zoref, uchodzący za „opiekuna Żydów” i stojący na stanowisku, że obecna wspólnota aszkenazyjska w Jerozolimie nie jest w żaden sposób powiązana z ludźmi, którzy zaciągnęli pożyczki w XVIII wieku zmuszony był stanąć w tym samym miesiącu przed sądem, w którym domagał się wydania dodatkowego orzeczenia unieważniającego dług. Twierdził, że został już wydany ukaz, który zwalniał Aszkenazyjczyków ze spłaty długu, a także wspomniał o anulowaniu zadłużenia Judy Chasyda na mocy tureckiej ustawy o przedawnieniu. Choć sąd orzekł na korzyść Aszkenazyjczyków, Zoref musiał załagodzić spór z arabskimi prowokatorami poprzez wypłacanie im rocznych łapówek, aby umożliwić dalsze prace na terenie dziedzińca. W pewnym momencie Zoref postanowił zakończyć ten układ, przez co w 1851 roku został uderzony w głowę mieczem i zmarł trzy miesiące później z powodu odniesionych ran. W styczniu 1837 roku społeczność Perushimów oddała do użytku niewielką Synagogę Menachem Zion w północno-zachodnim rogu dziedzińca, z kolei w 1854 roku na terenie tym powstała druga, mniejsza synagoga.

### Lata 1856–1864: budowa nowej synagogi
W połowie XIX wieku Perushimowie coraz bardziej dążyli do próby zbudowania nowej, większej synagogi na miejscu budowli Judy Chasyda. Rząd Wielkiej Brytanii po wojnie krymskiej wyrażał gotowość wykorzystania swoich dużych wpływów w Konstantynopolu, w celu wstawienia się za swoimi żydowskimi poddanymi, mieszkającymi w Jerozolimie. 13 lipca 1854 roku brytyjski konsul w Jerozolimie, James Finn napisał list do ambasadora imperium brytyjskiego w Konstantynopolu, w którym opisał życzenia liczącej 2000 osób społeczności aszkenazyjskiej, aby zbudować nową synagogę. Zauważył w nim, że dwanaście lat wcześniej fundusze na budowę obiektu zostały zebrane przez Mosesa Montefiore. Prawo do działki z ruinami synagogi znajdowało się w posiadaniu rodziny Amzalagów, będącej poddanymi korony brytyjskiej. Rodzina ta wyznaczyła syna naczelnego rabina Wielkiej Brytanii, Solomona Hirschella do negocjowania przekazu środków finansowych na inwestycję. Brytyjski konsulat wyraził zgodę na objęcie umowy sankcjami, w celu uniknięcia ewentualnej interwencji Turków, jako iż w sytuacji gdyby inwestycja była budową nowej synagogi, a nie renowacją dotychczas istniejącego obiektu niemuzułmańskiego kultu, to oprócz firmanu zezwalającego na budowę musieli by przyznać na nią także specjalną licencję. Dzięki wysiłkom Francisa Napiera i Stratforda Canninga, brytyjskich ambasadorów przy Wysokiej Porcie, udało się uzyskać w 1854 roku zarówno firman z pozwoleniem na budowę, jak i licencję. W lipcu 1855 roku Montefiore odebrał od władz osmańskich w Konstantynopolu firman, który przekazał przywódcom społeczności aszkenazyjskiej podczas swojej czwartej wizyty w Jerozolimie w 1857 roku.
Niedługo po odebraniu firmanu z pozwoleniem na budowę, w ostatni dzień Chanuki odbyła się ceremonia rozpoczęcia budowy synagogi, z kolei 22 kwietnia 1856 roku wmurowano kamień węgielny w obecności naczelnego rabina Jerozolimy, Shmuela Salanta. Salant odegrał kluczową rolę w pozyskiwaniu funduszy na budowę, odbywając podróż do Europy w 1860 roku i otrzymując podczas niej duże darowizny, przede wszystkim od Mosesa Montefiore. 7 maja 1856 roku plac budowy odwiedził konsul James Finn, celem zweryfikowania otrzymanych od muzułmanów skarg, w których podejrzewali, że okna w nowo wznoszonej budowli będą wychodzić na meczet.
Pomimo posiadanych przez nadzorców budowy ryczałtowych funduszy, które w zamyśle miały całkowicie pokryć jej koszty, wydatki związane z budową szybko wzrosły. Z powodu niedoboru finansowego prace budowlane przebiegały powoli, przez co zubożona lokalna społeczność żydowska musiała organizować zbiórki. W latach 1857–1863 Jacob Saphir odbył podróż, podczas której odwiedził m.in. Egipt, Indie i Australię, celem zdobycia środków na budowę. Największa pojedyncza darowizna pochodziła od Ezekiela Reubena, zamożnego Żyda sefardyjskiego z Bagdadu, który przeznaczył na budowę synagogi 100 milionów piastrów, a do darowizny tej dołożyli się jeszcze synowie Reubena, Menashe i Sasson. Łączne darowizny od rodziny Reubenów ostatecznie pokryły ponad połowę kosztów budowy synagogi i były ważnym krokiem na drodze do jedności wspólnoty sefardyjskiej i aszkenazyjskiej w Jerozolimie. Innym ważnym uczestnikiem akcji pozyskiwania darownizn był król Prus Fryderyk Wilhelm IV, który zgodził się na zorganizowanie zbiórki wśród swoich żydowskich poddanych. Ponadto całą Europę Zachodnią przemierzali emisariusze jerozolimskiej społeczności aszkenazyjskiej, którzy poszukiwali darowizn pod hasłem „Osiągnij życie wieczne jednym kamieniem”.
Wraz z pojawieniem się nowych środków mogło dojść do postępu prac budowlanych. W 1862 roku rabin Yeshaya Bardaki, szef jerozolimskiej wspólnoty aszkenazyjskiej, wmurował ostatni kamień w kopułę budowli, z kolei dwa lata później nastąpiło otwarcie ukończonej synagogi. Na uroczystości otwarcia obecny był baron Alphonse James de Rothschild, który osiem lat wcześniej dostąpił zaszczytu położenia pierwszego kamienia budowanej synagogi. Budowlę oficjalnie nazwano Synagogą Beis Jaakow („Synagoga Dom Jakuba”), na cześć Jakoba Mayera Rothschilda, którego syn Edmond James de Rothschild poświęcił dużą część swojego życia na wspieranie Żydów z Palestyny. Lokalna społeczność nadal jednak stosowała wobec budowli nazwę Hurwa („Ruina”). Jako wyraz podziękowania dla rządu Wielkiej Brytanii za zaangażowanie w budowę synagogi, na uroczystość zaproszono konsula Jamesa Finna. Finn opisał później w swej publikacji z 1878 roku „piękne hebrajskie pieśni i hymny”, dużą ilość przekąsek oraz muzykę rosyjską i austriacką.

#### Architektura

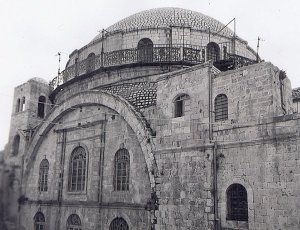
Synagoga od strony północnej

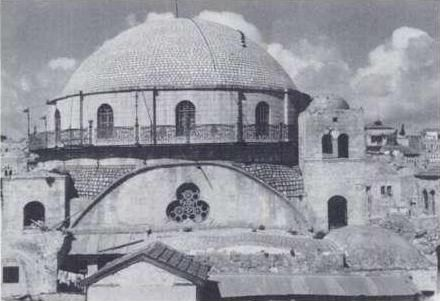
Synagoga od strony wschodniej

Synagoga została zaprojektowana i zbudowana pod nadzorem Assada Effendiego, nadwornego sułtańskiego architekta. Głównym punktem reprezentującej styl neobizantyjski budowli była ogromna kopuła, wsparta na czterech łukach o wysokości 12,5 m i otoczona przez cztery masywne, narożne wieże. Tylko jedna z tych wież była w pełni ukończona, pozostałym trzem brakowało górnych poziomów i małych, wieńczących je kopuł. Fasady synagogi pokryte były drobno oszlifowanym kamieniem. Długość dłuższego boku, zbudowanej na planie prostokąta budowli wynosiła około 15,5 m, zaś krótszy bok miał około 14 m długości. Wysokość synagogi wynosiła około 16 m do podstawy kopuły oraz 24 m do jej szczytu. W podstawie kopuły znajdowało się 12 okien otoczonych werandą, z której rozciągał się widok na dużą część Starego Miasta i okolic Jerozolimy. 

#### Wnętrze
Do sali modlitewnej w synagodze prowadziło wejście z trzema żelaznymi bramami. Jej najbardziej znaczącym punktem był Aron ha-kodesz, znajdujący się pośrodku wschodniej ściany synagogi. Został on wykonany przez żydowskiego rzemieślnika we wschodniej Polsce, a następnie przywieziony na miejsce. Do Aron ha-kodeszu, który miał dwa poziomy połączone kolumnami w porządku korynckim i mieścił 50 zwojów Tory prowadziły wysokie schody z poręczami. Nisza w której stał, a także obszar nad nim ozdobiony był drzeworytami przedstawiającymi kwiaty i ptaki. Nad Aron ha-kodeszem znajdowało się ponadto trójkątne okno z zaokrąglonymi rogami, zaś po jego prawej stronie ustawione było podium kantora, które zaprojektowane było jako jego miniaturowa wersja.

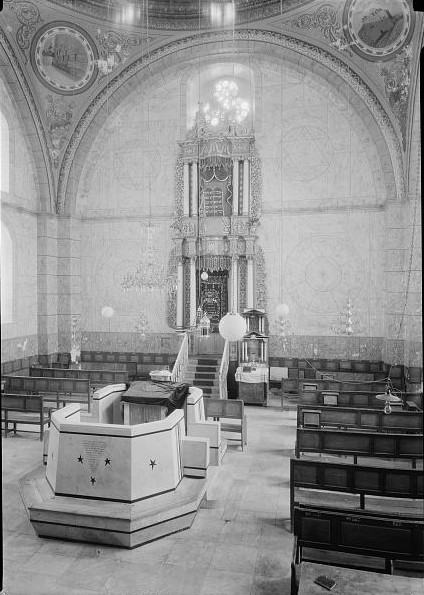
Wnętrze synagogi – widok na Aron ha-kodesz i bimę

Na środku synagogi znajdowała się płaska bima nieposiadająca wysokiej drewnianej konstrukcji, która była typowa dla innych synagog położonych na jerozolimskim Starym Mieście. Była ona pokryta kosztownymi, marmurowymi płytami. Oprócz 12 okien w podstawie kopuły i trójkątnego okna nad Aron ha-kodeszem światło słoneczne do wnętrza synagogi docierało także dzięki dwóm rzędom dużych okien, umieszczonych na wszystkich ścianach, z wyjątkiem wschodniej. Takie rozmieszczenie okien spowodowało skierowanie światła wprost na ścianę wschodnią, przy której stał Aron ha-kodesz. Siedzenia dla modlących się stanowiły skierowane w stronę ściany wschodniej ławki, zaś babiniec mieścił się na galeriach, umiejscowionych wzdłuż wszystkich ścian oprócz wschodniej. Dostęp do galerii zapewniały schody, umieszczone w narożnych wieżach synagogi.
Wewnętrzna strona kopuły synagogi, z której zwisały liczne, kryształowe żyrandole pomalowana była na niebiesko i ozdobiona rozrzuconymi na tym tle złotymi gwiazdami. Ściany budowli pokrywały z kolei freski, przedstawiające gwiazdy Dawida, menorę, Górę Synaj i tablice z dziesięcioma przykazaniami. W narożnikach znajdowały się malowidła czterech zwierząt, zgodnie z oświadczeniem zawartym w Pirkei Avot: „Bądź silny jak lampart i szybki jak orzeł, zwinny jak jeleń i odważny jak lew, aby spełnić wolę twojego Ojca w Niebie”.
Na wyposażeniu wnętrza synagogi znajdowały się ponadto przedmioty, kupione za pieniądze, które jeden z emisariuszy wysłanych w celu pozyskania darownizn na budowę synagogi, rabin Chaim ha-Levy otrzymał od Pinchasa Rosenberga, krawca z dworu carskiego w Petersburgu. Rosenberg szczegółowo określił na co ma być przeznaczona jego darowizna i w związku z tym za jego pieniądze zostały kupione dwa duże, wykonane z brązu kandelabry, srebrna chanukija, która „przybyła cudownie na pierwszy Tevet (1866 r.) dokładnie w czasie, aby zaświecić osiem ostatnich chanukowych świec”, a także żelazne drzwi do małego pomieszczenia pod aron ha-kodeszem, służącym do przechowywania świecznika. Zgodnie z wolą Rosenberga, za jego pieniądze wykonano także „artystyczne, żelazne ogrodzenie wokół dachu pod górnymi oknami, tak aby powstała weranda, na której mogliby stanąć wszyscy bracia, którzy wyruszają na pielgrzymkę, aby ujrzeć naszą opuszczoną Świątynię, a także kobiety w Sukkot i Simchat Torah”.

### Lata 1864-1948: okres świetności

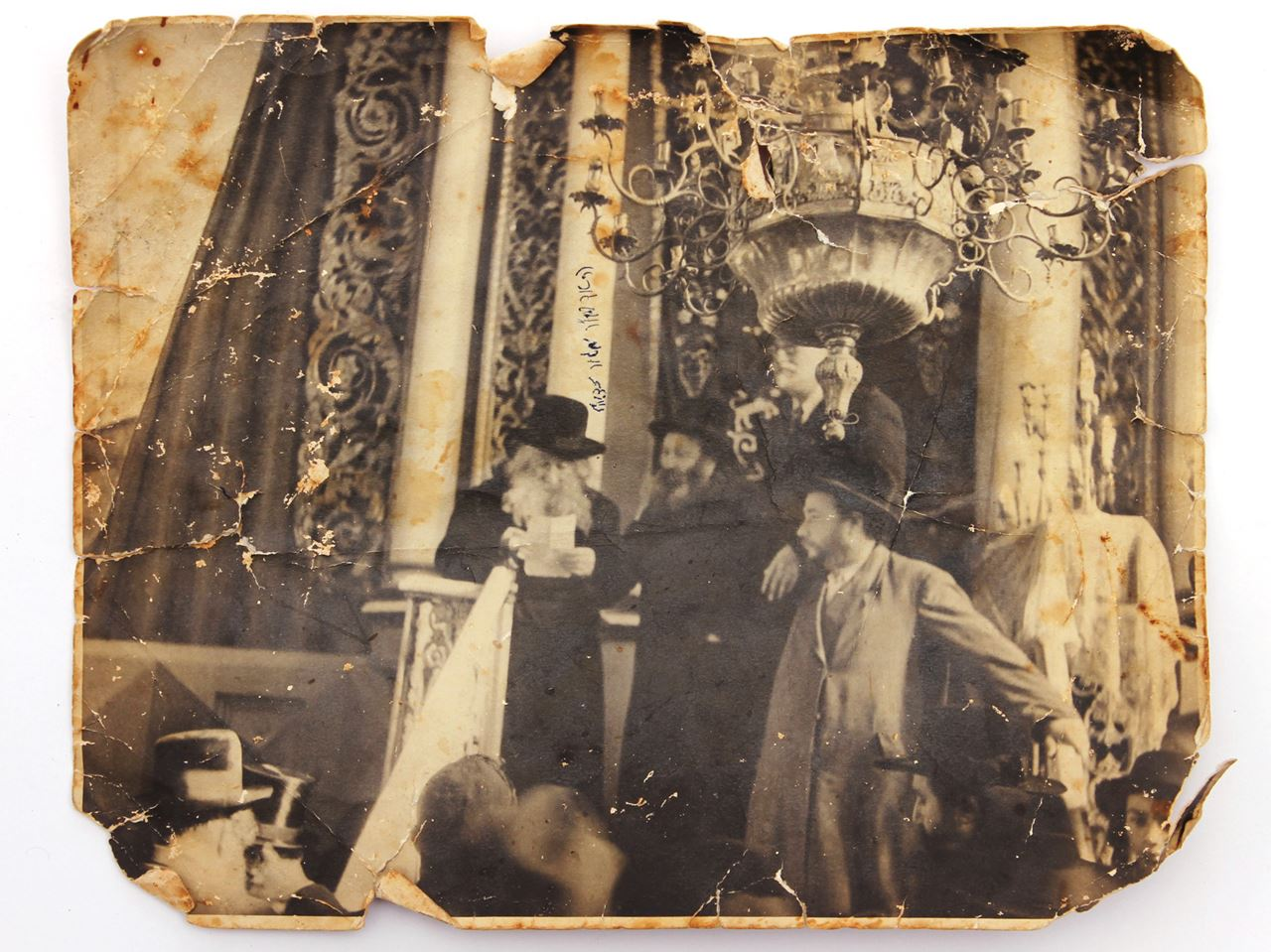
Wizyta rabina z dynastii Ger w synagodze

Po 1864 roku Synagoga Hurwa była uznawana za najpiękniejszą i najważniejszą synagogę na Ziemi Izraela. Opisywano ją jako „chwałę Starego Miasta” i „najbardziej efektowną budowlę w całej Palestynie”. Była centralnym punktem żydowskiego życia duchowego w mieście, a także pełniła rolę głównego miejsca modlitw aszkenazyjskich rabinów, zarówno z Jerozolimy jak i całej Ziemi Izraela. Podczas wizyty w Jerozolimie w 1866 roku Moses Montefiore odwiedził synagogę, w której umieścił srebrny pancerz na jednym ze zwojów Tory. Podczas ponownych odwiedzin synagogi w 1875 roku, powitał go zgromadzony przed nią tłum około 3000 Żydów. 3 lutego 1901 roku w synagodze odbyło się pamiątkowe nabożeństwo dla królowej Wiktorii z wdzięczności za ochronę Żydów z Jerozolimy przez Wielką Brytanię. Nabożeństwu przewodniczył aszkenazyjski naczelny rabin Shmuel Salant. Zgodnie z relacją The Jewish Chronicle synagoga wtedy „była szczelnie wypełniona i policjanci musieli siłą powstrzymywać tłum, który bezskutecznie próbował dostać się do środka”. W 1919 roku Benjamin Lee Gordon napisał, że „synagoga miała bardzo miły i godny wygląd. Była dobrze oświetlona artystycznymi lampami, podarowanymi przez niejakiego pana Lichtensteina z Filadelfii”. W 1921 roku w synagodze miała miejsce uroczystość mianowania na naczelnego rabina Palestyny Awrahama Kuka, z kolei dwa lata później odbyła się w niej bar micwa późniejszego ultraortodoksyjnego rabina Josefa Szaloma Eljasziwa. W 1925 roku Herbert Samuel, krótko po zakończeniu kadencji na stanowisku brytyjskiego wysokiego komisarza w Palestynie odwiedził synagogę i został wezwany do recytowania Tory. W latach 30. XX wieku, a także prawdopodobnie wcześniej w synagodze mieściła się instytucja Chayei Olam Cheider, dzięki której biedni studenci ze Starego Miasta mogli otrzymywać naukę z zakresu znajomości Tory.

### Zniszczenie podczas I wojny izraelsko-arabskiej
25 maja 1948 roku, w trakcie bitwy o Stare Miasto Jerozolimy stanowiącej część I wojny izraelsko-arabskiej dowódca jordańskiego Legionu Arabskiego, major Abd Allah at-Tall napisał w liście do Ottona Lehnera z Międzynarodowego Ruchu Czerwonego Krzyża i Czerwonego Półksiężyca, że jeśli Hagana nie porzuci swoich stanowisk w Synagodze Hurwa i na przylegającym do niej dziedzińcu, będzie zmuszony przeprowadzić atak. Dowódca Hagany na Starym Mieście, Moshe Russnak ignorował jego ostrzeżenia zdając sobie sprawę z tego, że jeśli obrona synagogi upadnie, bitwa o Dzielnicę Żydowską będzie przegrana. 26 maja Legion Arabski postawił Żydom ultimatum: albo poddadzą się w ciągu 12 godzin, albo Synagoga Hurwa zostanie zbombardowana.

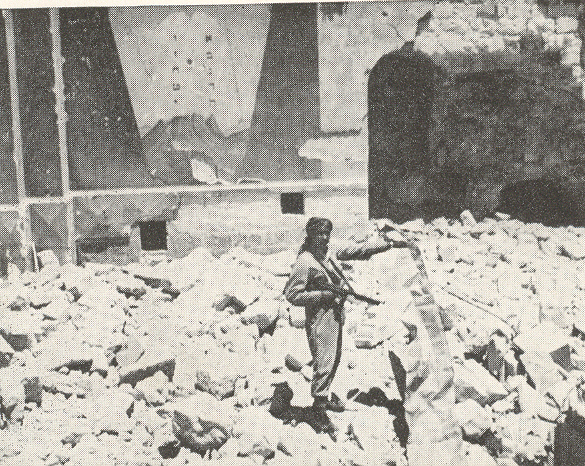
Żołnierz Legionu Arabskiego w ruinach synagogi

27 maja at-Tall, po nieotrzymaniu odpowiedzi na ultimatum wydał swojemu oddziałowi komendę: „Zdobądźcie Synagogę Hurwa do południa”. W trakcie wykonywania rozkazu jeden z żołnierzy umieścił przy ścianie synagogi 200-litrową beczkę wypełnioną materiałami wybuchowymi. Eksplozja spowodowała duży otwór, a bojownicy Hagany przez 45 minut bezowocnie starali się zapobiec wejściu legionistów do środka. Kiedy wreszcie wdarli się do wnętrza synagogi, natychmiast podjęli próbę dostania się na szczyt kopuły budowli celem umieszczenia tam flagi arabskiej. Trzy próby zakończyły się niepowodzeniem dzięki atakom żydowskich snajperów, czwarta z kolei była udana. Powiewająca nad Starym Miastem arabska flaga oznaczała triumf Legionu. Niedługo później arabscy żołnierze z premedytacją zaminowali całą synagogę, a następnie zdetonowali ładunki. Potężna eksplozja obróciła budowlę w gruzy. Po zajęciu Starego Miasta w 1948 roku Jordańczycy celowo i systematycznie zniszczyli jeszcze 57 żydowskich obiektów kultu religijnego.

## Plany zagospodarowania ruin synagogi

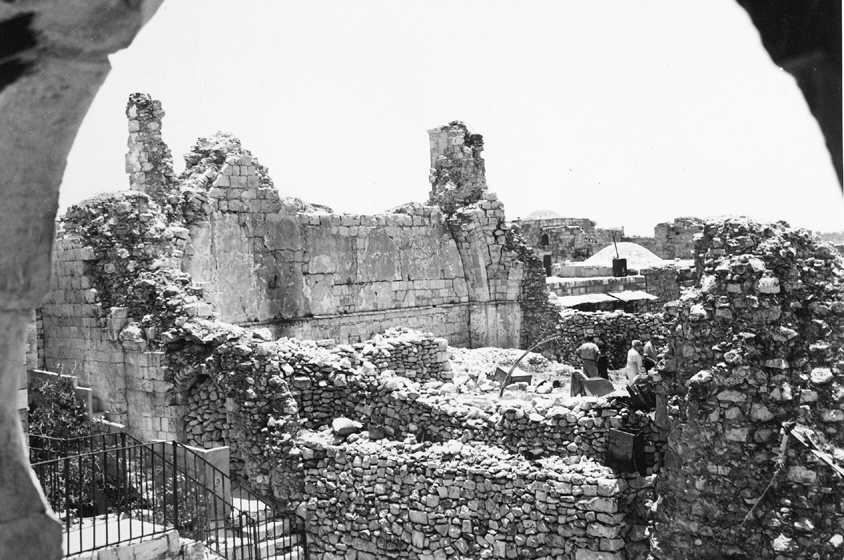
Ruiny synagogi w 1967 roku

Po zdobyciu przez Izrael wschodniej Jerozolimy w czasie wojny sześciodniowej w 1967 roku, rozpoczęto dyskusję na temat planów zagospodarowania ruin Synagogi Hurwa, a także projektów ewentualnej budowy nowej synagogi w miejscu dotychczasowej w ramach ogólnego przywracania do stanu sprzed wojny Dzielnicy Żydowskiej. Wielu ważnych polityków i duchownych opowiadało się za rekonstrukcją oryginalnej synagogi, co byłoby zgodne z tradycyjnym, religijnym charakterem tego terenu. Jednak Towarzystwo Rozwoju Dzielnicy Żydowskiej, odpowiedzialne za odbudowę Dzielnicy Żydowskiej zdecydowanie się temu sprzeciwiło. Będący jego członkami architekci i planiści dążyli do stworzenia budynku, który odzwierciedlałby ich nowoczesną, zachodnią tożsamość. Ponadto nie czuli się oni wystarczająco wykwalifikowani w dziedzinie tradycyjnych technik budowlanych, aby zrealizować koncepcję odbudowy synagogi. W dodatku większość oryginalnych, rzeźbionych kamieni i ocalałych elementów dekoracyjnych została usunięta podczas porządkowania gruzowiska, co uczyniło prawdziwą odbudowę nierealną. Zachęceni przez kreatywność modernistycznej architektury i przejawiający sprzeciw wobec XIX-wiecznego projektowania, opartego o harmonizowanie z orientalnym krajobrazem wspierali oni ideę realizacji nowoczesnego projektu autorstwa wybitnego architekta.

### Projekty Louisa Kahna
W akcję odbudowy Synagogi Hurwa zaangażowany był prawnuk Abrahama Shlomo Zalmana Zorefa, Ya'acov Salomon. Skontaktował się on w tej sprawie z Ramem Karmim, który polecił Louisa Kahna, znanego amerykańskiego architekta, będącego również członkiem Komitetu Jerozolimskiego. Kahn w 1961 roku zaprojektował Philadelphia's Mikveh Israel Synagogue, która ostatecznie nie została wybudowana. W latach 1968–1973 Kahn przedstawił trzy projekty odbudowy synagogi. Każdy z nich przewidywał pozostawienie ruin Synagogi Hurwa, które miały pełnić funkcję ogrodu pamiątkowego, wybudowanie nowej budowli na sąsiadującej z ruinami działce, a także stworzenie majestatycznej promenady łączącej kompleks z pobliską Ścianą Płaczu. Projekty Kahna łączyło „poszukiwanie budynku, który dobrze sprawdza się zarówno wtedy, gdy przychodzi do niego wiele osób, jak i wtedy, gdy odwiedza go tylko jedna osoba”. Oprócz sprawowania zbiorowej funkcji dla ogółu Izraelczyków, musiał także oddziaływać na pojedynczą osobę, która przyszła „mówić do swego boga, w skali odpowiedniej dla niego”. W tym celu Kahn zaproponował budowlę w budowli; zewnętrzną stanowiło 16 wysokich filarów, pokrytych złotym, jerozolimskim kamieniem w postaci bloków, o takich samych wymiarach, jak te, z których zbudowana jest Ściana Płaczu. W podstawach czterech narożników dwupoziomowej, 12-metrowej struktury, wyznaczonej przez filary znajdowały się małe wnęki przeznaczone do medytacji lub indywidualnych modlitw. Z kolei wewnętrzną budowlę, przeznaczoną do codziennych nabożeństw tworzyły cztery betonowe, odwrócone piramidy, które podtrzymywały dach. W liście do swoich zleceniodawców z 1969 roku Louis Kahn napisał, że „idea motywująca projekt”, dzięki której czuł, że był „obdarzony zaszczytem wyrażenia ducha historii i religii Jerozolimy” pochodzi z „inspiracji, której nigdy wcześniej nie czuł”. Architekt Moshe Safdie, który zaprojektował wiele budynków w Jerozolimie i pracował z Kahnem w Filadelfii opowiadał się za zrealizowaniem nowoczesnego projektu: „Absurdem byłoby zrekonstruowanie Synagogi Hurwa tak, jakby nigdy nic się nie stało. Jeśli mamy ochotę ją odbudować, to miejmy odwagę, aby zaangażować do tego wielkiego architekta”.
Do projektów Louisa Kahna z niechęcią podchodził ówczesny burmistrz Jerozolimy, Teddy Kollek. Gdy dowiedział się o nich, napisał w 1968 roku w liście do Kahna: „Czy powinniśmy mieć w Dzielnicy Żydowskiej budynek o poważnym znaczeniu, który rywalizuje rozmiarami z Meczetem Al-Aksa i Bazyliką Grobu Świętego, a także pod kątem doniosłości ze Ścianą Płaczu?”. Kolleka niepokoił również wpływ takiej monumentalnej budowli na Stare Miasto. Projekty Kahna zostały zaprezentowane w Muzeum Izraela, jednak po śmierci architekta w 1974 roku zaniechano ich realizacji z powodu „biurokratycznej bezczynności i estetycznej nieśmiałości”. Kent Larson określił je później jako „największe z niewybudowanych”.

### Inne projekty; budowa łuku pamiątkowego
Po śmierci Louisa Kahna angielski filantrop, sir Charles Clore zaangażował się w sprawę ruin Synagogi Hurwa i skontaktował się z architektem, sir Denysem Lasdunem, który we współpracy z lokalnym jerozolimskim architektem specjalizującym się w budownictwie sakralnym, Yitzhakiem Schoenbergerem opracował nowy projekt dla obszaru synagogi. Projekt ten został odrzucony przez izraelskiego ministra spraw wewnętrznych, który swoją decyzję, podjętą w oparciu o stanowisko premiera Menachema Begina, uzasadnił faktem, że tylko dokładna kopia oryginału byłaby akceptowalna. Ze względu na niedające się rozwiązać konflikty pomiędzy różnymi organizacjami, zaangażowanymi w planowanie Dzielnicy Żydowskiej oraz rozmaite idee, funkcjonujące w całym społeczeństwie izraelskim, ani rekonstrukcja pierwotnej synagogi, ani zbudowanie nowej nie było możliwe do zrealizowania.

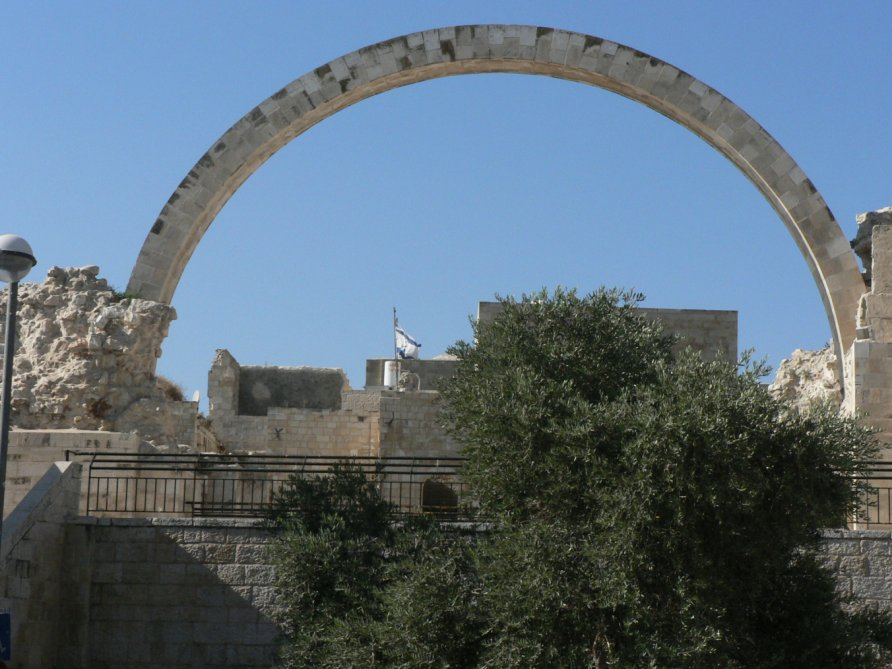
Łuk pamiątkowy

Po przeprowadzeniu konserwacji ruin Synagogi Hurwa, co było kompromisowym rozwiązaniem zaakceptowanym przez wszystkie zainteresowane sprawą strony, w 1978 roku wśród ruin zbudowany został z inicjatywy dwóch architektów łuk pamiątkowy, będący w istocie rekonstrukcją jednego z czterech kamiennych łuków, które niegdyś podpierały potężną kopułę synagogi. Łuk ten mierzył 16 m wysokości i stał się znaną atrakcją turystyczną Dzielnicy Żydowskiej, a także doskonałym obiektem do uwieczniania na zdjęciach i żydowskich pocztówkach. Wraz z ruinami synagogi i postawionymi obok tablicami informacyjnymi stanowił dobitne przypomnienie tego, co niegdyś znajdowało się w tym miejscu.
Wizerunek Synagogi Hurwa sprzed zniszczenia znalazł się na kosztującym 3,60 NIS znaczku pocztowym, wydanym w 1993 roku w celu upamiętnienia 45. rocznicy niepodległości Izraela, z kolei w 1996 roku zdjęcie z łukiem pamiątkowym trafiło na warty 1,20 dolarów znaczek pocztowy z Antiguy i Barbudy.

## Odbudowa synagogi
W 2000 roku rząd Izraela zaaprobował plan odbudowy synagogi do postaci z XIX wieku. Zlecenie przygotowania projektu odtworzenia budowli otrzymał jerozolimski architekt Nahum Meltzer, który zaproponował wierną rekonstrukcję, na zasadzie „kamień po kamieniu”. Przygotowany przez niego projekt opierał się na pomiarach zachowanych murów i innych pozostałości budowli, dużej ilości fotografii ukazujących zarówno zewnętrzne, jak i wewnętrzne formy synagogi, a także kilku pisemnych i ustnych świadectw. Stwierdził on również, że „zbudowanie budynku mówiącego zupełnie nowym językiem architektonicznym jest niewłaściwe dla miejsca, gdzie stała Synagoga Hurwa”, a także że „zarówno ze względu na pamięć historyczną narodu żydowskiego, jak i szacunek dla zabudowy Starego Miasta, słuszne jest przywrócenie utraconej chwały i odbudowanie Synagogi Hurwa do stanu sprzed zniszczenia”. Takie podejście zyskało poparcie szefa Towarzystwa Rozwoju Dzielnicy Żydowskiej, Dova Kalmanovicha i poprzedniego dyrektora generalnego, Yinona Ahimana. Początkowo przewidywano, że izraelskie władze przyznają 24 miliony NIS dotacji, co stanowiłoby około 85% kosztów odbudowy – reszta zostałaby pokryta przez prywatnych darczyńców. Ostatecznie rząd Izralela przekazał tylko 11 milionów NIS na odbudowę, zaś resztę potrzebnych funduszy przekazał ukraińsko-żydowski przedsiębiorca i filantrop, Wadym Rabinowycz. 
Prace nad odbudową synagogi rozpoczęły się pod koniec 2005 roku, po otrzymaniu od władz państwowych niezbędnych zezwoleń i po przeprowadzeniu obszernych badań archeologicznych. 15 kwietnia 2008 roku odbyła się uroczystość umieszczenia zwornika w kopule synagogi. Nissim Arazi, dyrektor generalny Towarzystwa Rozwoju Dzielnicy Żydowskiej skomentował to wydarzenie słowami: „Synagoga Hurwa ponownie podkreśla swą centralną pozycję wśród ogólnoświatowej społeczności żydowskiej”.
Podczas prac budowlanych rozgorzał spór pomiędzy Żydami ultraortodoksyjnymi a innymi społecznościami jerozolimskimi na temat funkcji, jaką miała pełnić odbudowana budowla. Grupa świeckich i narodowo-religijnych aktywistów z Jerozolimy twierdziła, że jeśli państwo nie zadziała szybko, to Synagoga Hurwa stanie się kolejną w Dzielnicy Żydowskiej ultraortodoksyjną synagogą, w której kobiety i turyści nie będą mile widziani. Podstawą dla takich tez był fakt, że na rabina synagogi w 2006 roku został mianowany naczelny rabin Rechowot, Simcha Hacohen Kook, uważany za blisko związanego z ultraortodoksyjnym rabinem Yosefem Shalomem Eliashivem. Aktywiści uważali, że zrekonstruowana synagoga powinna być w pełni dostępnym dla wszystkich muzeum przedstawiającym historię Dzielnicy Żydowskiej, a także udostępniającym znaleziska archeologiczne z terenu prac budowlanych. Rabin Dzielnicy Żydowskiej, Avigdor Nebenzahl, wyraźnie wtedy stwierdził, że chce, aby budynek służył jako synagoga i dom studiów.

## Otwarcie i reakcje

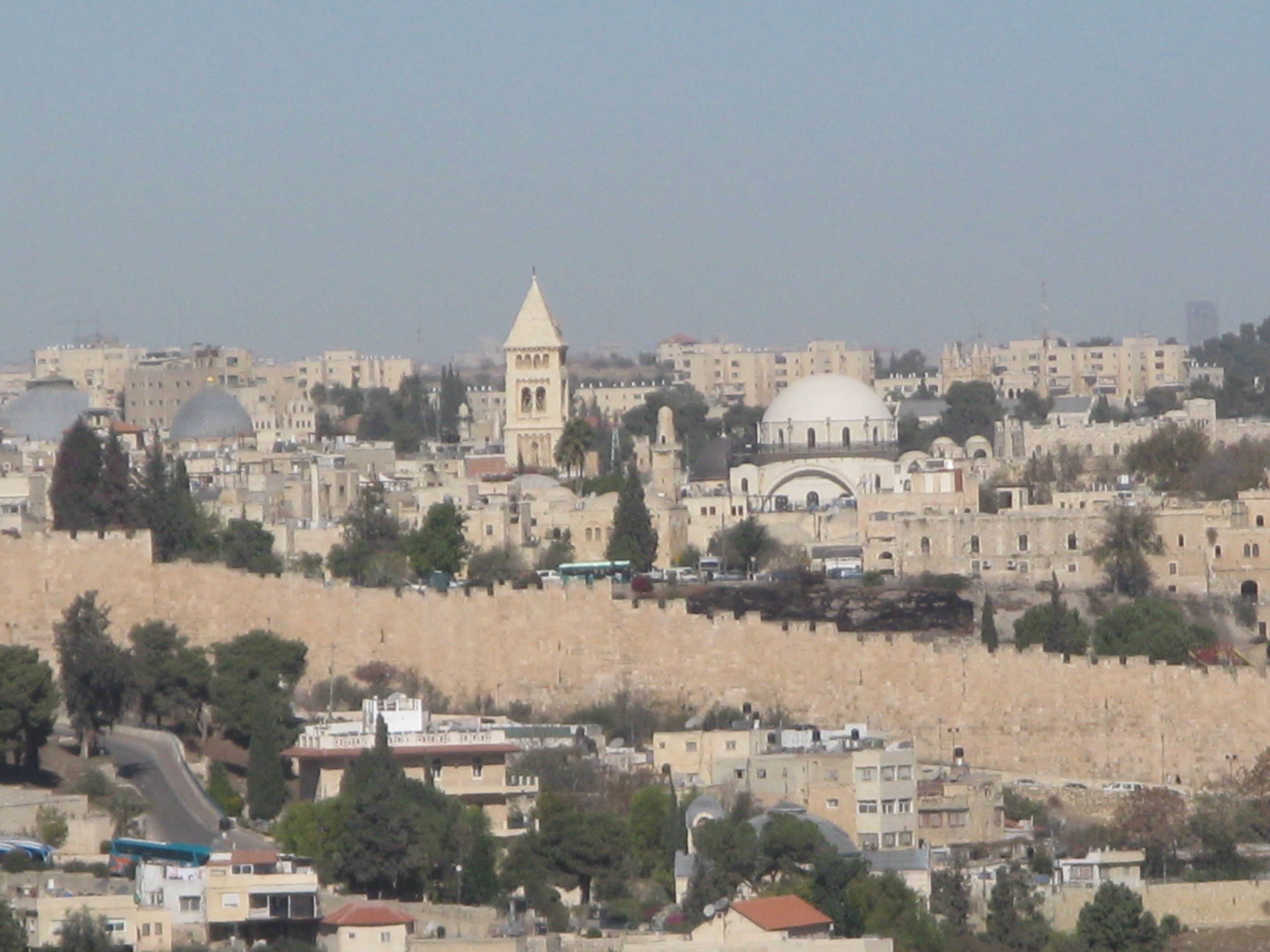
Synagoga Hurwa w panoramie jerozolimskiego Starego Miasta

Zrekonstruowana Synagoga Hurwa została oficjalnie otwarta 15 marca 2010 roku w obecności izraelskich polityków i naczelnych rabinów. Dzień wcześniej odbyło się w synagodze poświęcenie Sefer Tory, w którym wzięły udział setki ludzi. Z obawy przed zamieszkami z udziałem arabskich demonstrantów, przed ceremonią otwarcia rozlokowano ponad 3000 policjantów. 
W następstwie otwarcia synagogi kilku palestyńskich przywódców twierdziło, że wydarzenie to sygnalizuje ze strony Izraela zamiar zniszczenia muzułmańskich świętych miejsc na Wzgórzu Świątynnym i zastąpienia ich Trzecią Świątynią. Wysoko postawiony polityk partii Al-Fatah Khatem Abd el-Khader nazwał odbudowanie Synagogi Hurwa „prowokacją”, a także ostrzegł Izrael, że „igra z ogniem” oraz wezwał Palestyńczyków do „zebrania się w Meczecie Al-Aksa, celem uratowania go”. Chalid Maszal z Hamasu określił otwarcie synagogi jako „deklarację wojny”, a także nazwał ją „fałszowaniem historii oraz jerozolimskich historycznych i religijnych zabytków”. Następnego dnia arabscy demonstranci starli się z policją we wschodniej Jerozolimie po tym, jak grupy Palestyńczyków wezwały do reakcji na otwarcie synagogi. W odpowiedzi na zamieszki izraelski minister obrony narodowej, Ehud Barak stwierdził, że „Izrael nie pozwoli ekstremistom na dyktowanie i wymuszanie ustaleń politycznych”, z kolei Departament Stanu USA wydał oświadczenie krytykujące Palestyńczyków za podgrzewanie napięcia w związku z otwarciem synagogi.